# Boraras
Boraras ist eine Gattung der Bärblinge (Rasborinae). Der Name ist ein Anagramm von Rasbora. Zu dieser Gattung wurden die Arten der Gattung früher gezählt. Im Zusammenhang mit der Beschreibung von B. micros wurden durch Kottelat & Vidthayanon (1993) die verwandten kleinen Arten in die Gattung Boraras überführt. Die kleinen Süßwasserfische leben in Asien und sind dort von Borneo, Sumatra über Malaysia bis nach Thailand, Laos,  Kambodscha und Vietnam verbreitet, wo sie in Schwärmen in Sümpfen, Tümpeln, kleineren Teichen, Wassergräben und langsam fließenden Gewässern mit niedrigem Härtegrad und einem saurem pH-Wert  leben.

## Merkmale
Die Arten der Gattung sind kleine, bunt gefärbte Fische, deren Standardlänge bei den meisten Arten weniger als 20 mm beträgt. Ein Seitenlinienorgan entlang der Körperseiten fehlt, am Kopf ist es reduziert. Die Anzahl Schuppen, der verzweigten Flossenstrahlen, der Kiemenreusendornen und der Schlundzähne ist gering. Eine Reihe von Skelettelementen fehlt völlig.
Drei Arten (B. maculatus, B. micros und B. naevus) zeigen an den Seiten drei charakteristische, schwarze Flecken – einen an der Basis der Schwanzflosse, einen an der Basis der Afterflosse und einen im vorderen, seitlichen Bereich des Körpers. Von den anderen drei Arten haben B. urophthalmoides und B. brigittae einen Streifen entlang der Mitte der Seite und einen kleinen kreisförmigen Fleck an der Basis der Schwanzflosse, während B. merah einen langgestreckten, ovalen Fleck im vorderen Drittel der Flanke und einen schmalen Streifen in der Mitte der Seiten von oberhalb des Beginns der Afterflosse bis zur Mitte der Schwanzflossenbasis zeigt.
Die lebenden Fischarten dieser Gattung sind alle durch einen Sexualdichromatismus gekennzeichnet. Mit Ausnahme von  B. micros weisen alle Arten mehr oder weniger ausgeprägte rote Farbmuster auf, die bei den männlichen Fischen ausgeprägter sind.
Die Männchen aller Arten weisen in Anpassung an das Ablaichen in dichten Pflanzenbeständen während der Werbung um die Weibchen einen Leuchtfleck am oberen Ende des Schwanzstiels auf, was nur an lebenden Fischen zu beobachten ist. Die männlichen Tiere von B. naevus und B. micros sind durch weitere leuchtende Farbmuster auf den Seiten des Körpers während des Balzverhaltens gekennzeichnet.
Alle Arten weisen als Jungfische das für die Arten B. maculatus, B. micros und B. naevus charakteristische, schwarze Fleckenmuster auf. Das gilt auch für die Arten, die als adulte Fische einen schwarzen Längsstreifen auf der Körperseite aufweisen.

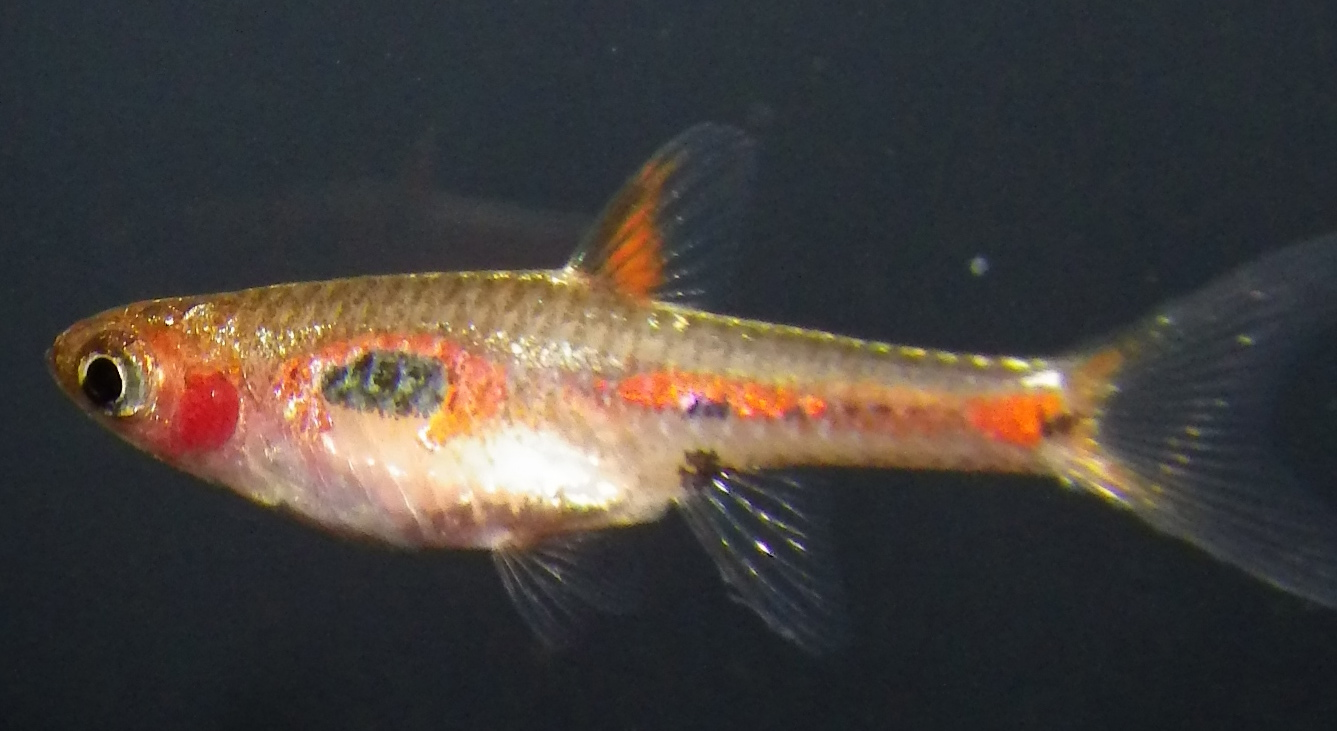
Boraras merah

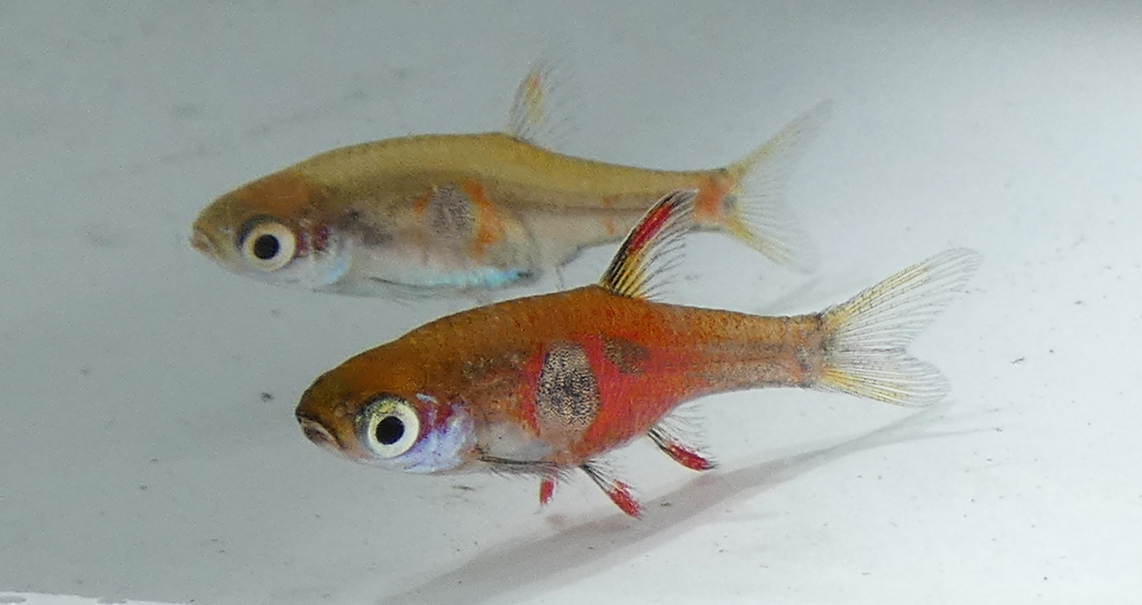
Boraras naevus

## Arten
Es sind sechs Arten wissenschaftlich beschrieben:
- Moskitobärbling (Boraras brigittae (Vogt, 1978))
- Zwergbärbling (Boraras maculatus (Duncker, 1904))
- Goldfleck-Zwergbärbling (Boraras merah (Kottelat, 1991))
- Boraras micros (Kottelat & Vidthayanon, 1993)
- Diamantzwergbärbling (Boraras naevus Conway & Kottelat, 2011)
- Schwanzfleckbärbling (Boraras urophthalmoides (Kottelat, 1991))

## Haltung im Aquarium
In der Aquaristik empfiehlt sich die Hälterung mehrerer Exemplare in dicht mit feinfiedrigen Pflanzen bestückten Becken. Aufgrund ihrer geringen Größe sind die Fische auch für den Besatz von Nano-Aquarien geeignet. Die Vergesellschaftung ist mit klein bleibenden, ruhigen Arten möglich. Das Wasser muss, wenn eine Vermehrung gewünscht wird, einen geringen Härtegrad aufweisen und etwas sauer sein. Das kann durch die Verwendung von Regenwasser und Zusatz von Erlenzapfen (2-3 Stück/10 l Wasser) erreicht werden. Ein ph-Wert im Bereich von fünf bis sechs sowie eine elektrische Leitfähigkeit von ca. 100 Micro-Siemens pro Zentimeter oder weniger sind hierfür empfehlenswert. Bei Haltung im Artbecken mit reichlichem Pflanzenbestand, regelmäßiger Fütterung der Elterntiere und Temperaturen im Bereich von 24-28 °C kann mit dem Erhalt von Jungfischen und deren Heranwachsen gerechnet werden. Zur Fütterung der adulten Fische ist kleines Lebendfutter wie Grindalwürmer, kleine Krebstiere und entsprechende Insektenlarven geeignet. Auch der Einsatz von solchem Frostfutter und sehr feinem Flockenfutter ist problemlos möglich. Die Jungfische ernähren sich anfangs von im Becken vorhandenen Infusorien. Als Übergang zum Futter für adulte Fische ist die Gabe von Mikrowürmern geeignet.

## Forschungsbedarf
Bei Boraras handelt es sich um eine klar abgegrenzte monophyletische Gruppe. Die phylogenetischen Beziehungen zwischen den Boraras-Arten müssen allerdings weiter untersucht werden. So identifizierten Yi Qing Fam et al. 2023 innerhalb von B. maculatus vier allopatrische genetische Linien, zusammen mit einer fünften Linie aus Sumatra. Für eine formale Beschreibung ist weitere Forschungsarbeit notwendig.